# Jordi Martins Almeida
Jordi Martins Almeida (Volta Redonda, 3 settembre 1993) è un calciatore brasiliano, portiere del Grêmio Novorizontino.

## Carriera

### Nazionale
Nel 2013 è stato convocato dal Brasile Under-20 per disputare il Campionato sudamericano.

## Palmarès

### Club
- Campionato Carioca: 1

Vasco da Gama: 2015